# Griechische Muslime

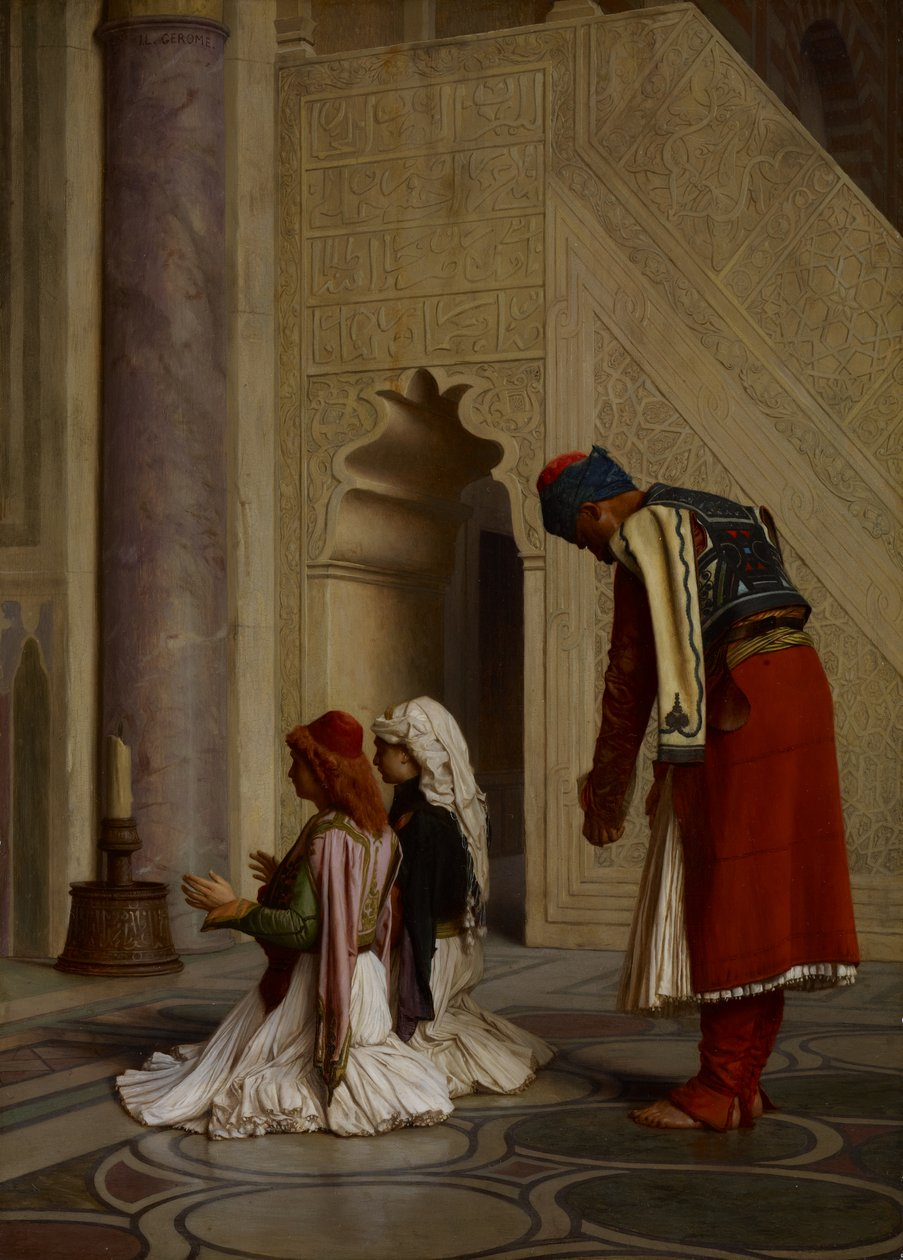
„Junge Griechen in der Moschee“ (Jean-Léon Gérôme, 1865)

Als griechische Muslime oder griechischsprachige Moslems (griechisch Ελληνόφωνοι μουσουλμάνοι Ellinófonoi mousoulmánoi) bezeichnet man zum einen jene Griechen, deren christliche Vorfahren während der Zeit des Osmanischen Reichs und in der Neuzeit zum Islam übergetreten waren; durch die Auswanderung seit dem späten 19. Jahrhundert leben diese griechischen Muslime heute vor allem in der Türkei, in Syrien (in der Ortschaft Hamidiya), in Libyen sowie im Libanon. Zum anderen betrachtet der griechische Staat alle Volksgruppen unabhängig wissenschaftlicher Erkenntnisse bezüglich der ethnischen Herkunft als griechischstämmig und somit auch die türkischsprachige Minderheit in Westthrakien als moslemische Griechen.
Für den Übertritt von Griechen zum Islam werden verschiedene Gründe angeführt, allen voran die Kopfsteuer (Dschizya): Muslime waren im Osmanischen Reich von bestimmten Steuern befreit, bzw. Angehörige anderer Religionen wurden fiskalisch diskriminiert. Obwohl die Osmanen grundsätzlich Religionsfreiheit im gesamten Reich gewährten und niemals Christen allgemein gesetzlich zur Konversion zwangen, verzeichnete man in Südosteuropa zahlreiche Übertritte zum Islam. Sie waren oftmals durch ökonomische und gesellschaftspolitische Bestrebungen verursacht. Christen sahen in der Konversion zudem den Zugang zu neuen Arbeitsmöglichkeiten wie dem Dienst in der osmanischen Bürokratie oder zum Militär (siehe teilweise auch: Janitscharen; wobei diese während der Ausbildung zwangsislamisiert wurden). Eine gezielte, mittels wirtschaftspolitischer Mittel gesteuerte religiöse Umorientierung der christlichen Bevölkerung lässt sich durch die osmanischen Archive nicht belegen. Die griechischsprachigen Moslems Makedoniens nannte man teils Vallahaden.
Bereits im späten 19. Jahrhundert wurden durch die kriegerischen Auseinandersetzungen zwischen dem Osmanischen Reich und dem nunmehr unabhängigen Griechenland vor allem Muslime aus Kreta in Libyen, Syrien und im Libanon angesiedelt. Noch im Jahre 1988 berichteten moslemische Griechen im Libanon und in Syrien, dass sie von den Botschaften Griechenlands diskriminiert würden, weil sie keine orthodoxen Christen seien: Sie würden mit Gleichgültigkeit und sogar Feindseligkeit betrachtet, und ihnen würden Visa und Möglichkeiten zur Verbesserung ihrer Griechischkenntnisse durch Reisen nach Griechenland verwehrt. Durch den Syrienkrieg kamen aus AL Hamidiyah, Nachkommen der Muslimische Kreter wieder nach Kreta.
Als im Rahmen des Vertrags von Lausanne der Bevölkerungsaustausch zwischen Griechenland und der Türkei erfolgte, ordneten alle Seiten die Begriffe Türke und Grieche lediglich der jeweiligen Religion zu, so dass neben ethnischen Türken auch zahlreiche ethnische Griechen islamischen Glaubens ihre Heimat verlassen und sich in der Türkei niederlassen mussten – wie umgekehrt in zahlenmäßig größerem Ausmaß ethnische Griechen und Türken christlichen Glaubens den neu entstandenen türkischen Staat verlassen mussten.
Weiterhin gibt es in der Türkei Muslime, deren Vorfahren Griechen aus Kleinasien waren (z. B. Pontosgriechen, die ihre Religion wechselten) und deshalb vom Bevölkerungsaustausch ausgeschlossen waren. Einer von ihnen war Adnan Kahveci (1949–1993) aus dem pontischen Sürmene, Berater des Ministerpräsidenten Turgut Özal in den 1980er Jahren; Kahveci sprach fließend Pontisch.